# Peptide YY
Il Peptide YY (PYY) è un ormone prodotto nelle cellule L della mucosa intestinale dell'ileo e del colon. È costituito da 36 amminoacidi. Presenta grande omologia di struttura e funzione con il Peptide Pancreatico (PP).

## Azioni
Esso inibisce contrazioni intestinali, secrezioni pancreatiche e gastriche e riduce l'appetito. Il livello di PYY nel sangue aumenta dopo un pasto e rimane alto per alcune ore. Esso arriva, attraverso il flusso sanguigno, al nucleo arcuato dell'ipotalamo dove agisce sui neuroni oressigenici inibendo il rilascio del NPY e riducendo la fame. È sperimentata la diminuzione della fame, dopo iniezione di PYY per circa 12 ore. Opposto al PYY è la grelina, prodotta dalle cellule che rivestono lo stomaco, che è un potente stimolante dell'appetito.

## Prospettive terapeutiche
Se ne stanno studiando possibili impieghi come farmaco anoressizzante nella cura dell'obesità.